# Tørk Haxthausen
Tørk Ove Haxthausen (født 7. oktober 1924 i Oslo, død 22. marts 2012 i Sandvig) var en dansk maler, forfatter, film- og tv-instruktør. Han var også en kendt debattør på venstrefløjen.
Han var søn af direktør i Udenrigsministeriet Christian Frederik Haxthausen og maleren Alix Haxthausen, født Brønnum Scavenius, og voksede som adelsmand op i et konservativt hjem. Haxthausen tog realeksamen 1941, begyndte på Bizzie Høyers Tegneskole 1942, men deltog i modstandskampen og måtte derfor flygte til Sverige i 1944. Under opholdet på Flygtningekontoret gik han på Kungliga Konsthögskolan i Stockholm, Grafiska Högskolan og udstillede der i 1945. Den blev fulgt af flere udstillinger i Aarhus 1946 og i Hennings Larsens Kunsthandel i København 1947 (illustrationer og bogomslag).
Han blev tilknyttet Politikens MAGASINET 1947-57 og producerede senere reportager og features for Statsradiofonien bl.a. sammen med Willy Reunert og Eva Ree 1948-61.
Han var siden medredaktør på tre venstrefløjsmedier. Først SALT i 1990'erne, så Kritisk Debat, og senest Kritik og Kaos på portalen Modkraft.dk.
Han blev gift 1943 med Sofie Elisabeth Levy, i 1950 med Gunhild Sørensen, i 1971 med Margarite Løssel og 28. december 1982 med tegner Ulla Paul (født 11. april 1939 i Oslo), datter af direktør Harald Paul (død 1980) og hustru Lilli Elvira f. Syversen (død 1988).
Han er far til 6 døtre, Susie født 1945, Margit født 1949, Katinka født 1951, Rikke født 1952, Louise født 1957 og Plys født 1970.

## Publikationer

### Film og radio
- Radioreportager & features 1949-60 m. Willy Reunert & Eva Ree, bl.a. Landsbyfolk
- Manus. f. kort- & spillefilm for bl.a. Jørgen Roos, Hagen Hasselbalch og Søren Melson.
- Første kortfilm Et sted at være (SFC) 1959
- Derefter ca. 50 kortfilm 1959-82, bl.a. 2 Danmarksfilm; Tråde i et udviklingsmønster (Tanzania 1966); 9 om dagligliv i USSR (1965-82), bl.a. USSR på vej mod kommunisme, Arbejdere i Moskva og USSR II - et kollektivbrug i Uzbekistan; 2 om do. i DDR; 1 om do. i Bulgarien; 1 om Jugoslavien (Kosova).
- Udsendt af DANIDA til Tanzania som produktion manager v. Tanzania Film Company 1970-76; opbygget film- & lydstudie i Dar es Salaam; produceret, skrevet & instrueret 11 kortfilm og 1 spillefilm (Fimbo ya mnyonge 1974).
- Konsulent v. DR 1976-94, først fremmedfilm (TV-I), derpå 1984 TV-Teatret. TV-spil: Vægteren'(1969), Udvikling'(1982), Systemerne strammer(1986), Kirsebærhaven -89, Strenge tider (1994). Alle egen instruktion og manus, undt. Strenge tider, instr. Line Krogh